# Ia (司会者)
ia（アイア、8月9日 - ）は.日本の女性MCである。

## 人物・来歴
両親ともに旅行好きのジャーナリスト。日本生まれ、イギリス育ちのオランダ人。
小学生までは東京とアメリカで、中学生からイギリスで暮らす。大学は建築学科。大学院はセントラル・セント・マーチンズでファッション＆マルチメディアを専攻。ロンドン、ニューヨークでアーティストのプロダクトマネジメント、デザインなどを手掛けた。
2001年来日後、MTVジャパンの番組司会VJを務める。以来、テレビ、ラジオ、イベントなどでもMCとして活動。また、アーティストのスタイリングからビジュアルディレクション、アートワークも手掛けている。
2016年、第一子となる男児を出産。

## 出演

### テレビ
- SLINKY!（MTVジャパン、2001年 - 2002年）
- MTV NEWS（MTVジャパン、2001年 - 2004年）
- MTV屋台!（MTVジャパン、2002年 - 2004年）
- 先端研（日本テレビ、2004年 - 2005年）
- 流派-R（テレビ東京、2004年 - 2010年）
- RYU & ia のナマリク! Catch The Dream!（EXエンタテイメント・EXスポーツ、2004年 - 2010年）
- Yahoo TV!（2005年 - 2006年）
- SUGARHILL STREET（日本テレビ、2006年 - 2007年）
- アジアンビューティーボーイズ（GyaO、2008年2月）
- 週刊EXILE（TBS、2010年）
- TOKYO FASHION EXPRESS（NHK-BS、2010年3月 - 8月）

### ラジオ
- The Next Big Thing!（FM AICHI、2001年 - 2002年）
- CLUB HARLEM（InterFM、2002年 - 2008年）
- RHYTHMS（TOKYO FM、2005年 - 2006年）
- ガールズトーク with Tommy February（JFN、2006年）
- ガールズトーク with Sowelu（JFN、2007年）
- Reality Bites～FENDI B.MIX（J-WAVE、2007年）
- SKY JUICE（TOKYO FM、2007年 - 2008年）
- Stop The Gun（TOKYO FM、2008年6月）

### ナレーション
CM
- ハーバルエッセンス（2003年）
- サマンサタバサ（2004年）
- ヴィダル・サスーン（2005年）
- ソニー「WALKMAN」（2006年）
- ソニー「WALKMAN & Net Duke」（2007年）
- キユーピーマヨネーズ（2006年 - 2007年）
- NTTドコモ「703iシリーズ」（2007年）
- コカ・コーラ「赤い爽健美茶」（2008年）
- パルコ「Rendezvous by RADD LOUNGE」（2009年）

テレビ
- 平井堅スペシャル 〜MTV Unplugged〜（フジテレビ、2004年5月）
- ズバリ言うわよ!（TBS、2007年10月）

### ミュージックビデオ
- SPHERE of INFLUENCE feat. SORA3000「WALK THIS WAY」（2003年）
- Zeebra「Stop Playin' A Wall」（2006年）
- DJ MAYUMI「DIAMONDS」（2007年）

### DVD
- GRP Presents BEAUTY BiBLE（2008年）
- TIPNESS（2008年）

### 広告
- converse（2011年）

## 作品

### MIX CD
- HARLEM In the mix by DJ JUNKO（2003年）
- Drivin' Wiz My Homies! 1（2003年）
- Drivin' Wiz My Homies! 2（2004年）
- ia presents HARLEM MIX SHOW Mixed by DJ WATARAI（2004年）

### コンピレーションCD
- HARLEM ver.2.0（2002年）
- HARLEM ver.3.0（2004年）

### 参加作品
- TOKONA-X『トウカイXテイオー』（2004年）
  - 「Do U Want It Again 〜Outro〜 feat. ia」
- 餓鬼レンジャー『HIGH-GRADE-SPECIAL』（2004年）
  - 「DO IT! feat. ia」
- JHETT a.k.a.YAKKO for AQUARIUS『JHETT』（2005年）
  - 「Intro feat. ia」
  - 「Outro feat. ia」
- DJ MAYUMI『Berry Jam Mixed Up』（2007年）
  - 「DIAMONDS」